# Konditionierung (HSZT)
Die Konditionierung bezeichnet in der Onkologie/Hämatologie die vorbereitende Phase auf eine hämatopoetische Stammzelltransplantation (HSZT). Dabei wird der Patient einer Hoch-Dosis-Chemotherapie kombiniert mit Teil- bzw. Ganzkörperbestrahlungen ausgesetzt, welches zum Ziel hat, das erkrankte hämatopoetische (blutbildende) System des Patienten zu zerstören.
Am häufigsten wird die HSZT als Therapie bei Leukämieformen angewandte und trägt bei den meisten dieser Patienten entscheidend zu deren Überlebenschancen bei. Allerdings tritt als Nebenwirkung in einzelnen Fällen die Entstehung von SMN (sekundäre maligne Neoplasie) auf, weshalb in den letzten Jahren bei Kindern und Jugendlichen vor einer HSZT auf die Ganzkörperbestrahlung häufig verzichtet wird.